# Vladimir Tuychiev
Vladimir Tuychiev (kyrillisch Владимир Туйчиев, nach der Umschrift aus dem Russischen auch Wladimir Tuitschijew; * 23. März 1983) ist ein usbekischer Radrennfahrer.
Tuychiev wurde 2004 bei der usbekischen Zeitfahrmeisterschaft Dritter und im nächsten Jahr Zweiter. 2005 wurde er auch Dritter bei der Asienmeisterschaft im Zeitfahren. In der Saison 2006 wurde er Dritter der nationalen Straßen-Radmeisterschaft. Bei den Asienspielen erzielte er später einige gute Resultate. Auf der Bahn gewann er die Silbermedaille beim Punktefahren. 2007 wurde Tuychiev zum ersten Mal Usbekischer Meister im Zeitfahren. Bei den Asienspielen 2010 errang er die Goldmedaille im Punktefahren.

## Erfolge – Straße
2007
- Usbekischer Meister – Einzelzeitfahren

2008
- Usbekischer Meister – Einzelzeitfahren

2009
- Usbekischer Meister – Einzelzeitfahren
- eine Etappe Perlis Open

2011
- Golan I

## Erfolge – Bahn
2006
- Asienspiele – Punktefahren

2009
- Asienmeisterschaft – Einerverfolgung
- Asienmeisterschaft – Punktefahren

2010
- Asienspiele – Punktefahren

2012
- Asienmeisterschaft – Einerverfolgung

## Teams
- 2012 Uzbekistan Suren Team
- 2013 Team Velo Reality